# Cartel de la compote
Le « cartel de la compote » ou « cartel des compotes » est une expression désignant une entente sur les prix et une répartition de marché entre plusieurs entreprises agroalimentaires françaises (Materne, Andros, Conserves France, Délis/Vergers de Châteaubourg, Charles Faraud/Charles&Alice, Valade, Coroos) entre octobre 2010 et janvier 2014, portant sur une augmentation du prix de vente des compotes vendues à la grande distribution sous marque distributeur (MDD) ainsi qu'aux distributeurs de la restauration.

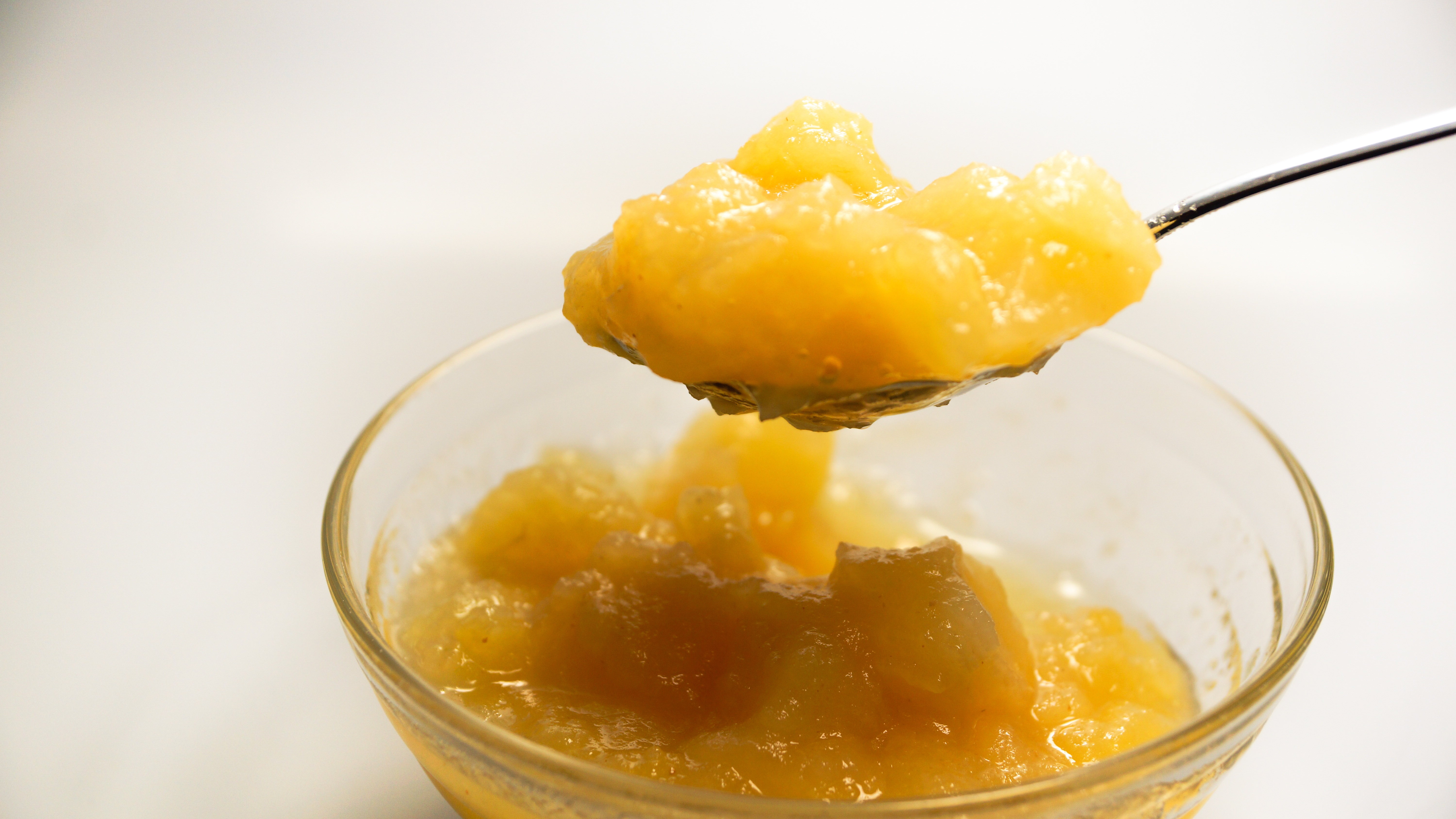
Une compote de pommes.

Cette entente a été sanctionnée en décembre 2019 à hauteur de 58,3 millions d'euros par l'Autorité de la Concurrence française ; répartis de la manière suivante entre Charles Faraud/Charles&Alice (16,36 millions d'euros), Andros/Andros&Cie (14,11 millions d'euros), Materne/MBMA/MBMA Holding (13,59 millions d'euros), Délis/Vergers de Châteaubourg/Groupe Lactalis/BSA (9,47 millions d'euros), Valade/Financière Lubersac (2,8 millions d'euros), Conserves France/Conserves Italia (1,97 million d'euros). Coroos est exonérée de sanction par le biais de la procédure de clémence, en raison de sa coopération avec l'Autorité de la Concurrence.

## Contexte de l'enquête
L'Autorité de la Concurrence a pris connaissance de l'existence du cartel au début de l'année 2014 par le biais des sociétés du groupe néerlandais Coroos, qui a sollicité la clémence de l'organisation en contrepartie de sa coopération au cours de l'enquête. Celle-ci a compris des opérations de visite et saisie menées en septembre 2015 par les services de l'Autorité de la Concurrence qui ont travaillé en collaboration avec leurs homologues néerlandais afin de récolter les preuves nécessaires à la mise en accusation des membres du cartel.

## Infractions retenues
L'Autorité de la Concurrence a conclu que les membres du cartel avaient secrètement convenu en 2010 :
- d’augmenter les prix de vente de leurs compotes, que ce soit auprès de leurs clients de la grande distribution revendant sous marque distributeur ou de leurs distributeurs au sein du domaine de la restauration ;
- de coordonner le montant desdites hausses de prix ;
- de se mettre d’accord sur un discours commun justifiant ces hausses de prix ; citant « une conjoncture peu favorable, due à l’augmentation du coût des matières premières et des emballages et à la pression croissante exercée par les acheteurs, que ce soit dans le cadre des appels d’offres comme dans le cadre des négociations de gré à gré »[2] ;
- de se répartir les volumes vendus et la clientèle.

Elle note par ailleurs que les membres du cartel utilisaient un système de communication sophistiqué : boîtes mail privées, téléphones dédiés et réunions dans des endroits publics et discrets, parmi lesquels des hôtels et des restaurants.
L'Autorité de la Concurrence a conclu que cet accord horizontal constituait une infraction au droit de la concurrence, d'autant plus que les participants au cartel couvraient une partie très importante du marché : 90 % pour les ventes auprès de la grande distribution et 100 % pour les ventes auprès de restaurateurs.
Elle a majoré l'amende infligée à Materne pour son rôle pivot d'intermédiaire entre les participants et de rédacteur des documents qui ont servi de support aux premières réunions multilatérales.